# Чистенькая (станция)
Чистенькая (укр. Чистенька, ранее Булганак) — пассажирская железнодорожная станция Крымской железной дороги. Названа по селу Чистенькое, расположенному в 3 километрах к югу от станции, хотя ближайшим остановочным пунктом к селу является платформа 1473 км.

## История
Открыта, как в 1895 году в составе участка Мелитополь — Севастополь на месте железнодорожной будки. Вначале именовалась разъезд Булганак. В проекте Южнобережной железной дороги 1936 года разъезду Булганак отводилась роль узловой станции, от которой, по долине Альмы, линия должна была идти на Алушту. Для этого предлагалось перенести разъезд на 2 километра к Симферополю, что, видимо, некогда и было сделано, поскольку разъезд располагался примерно в 2 км южнее, на месте современной платформы 1473 км.В 1952 году станция была переименована в Чистенькая

## Описание
На станции имеется зал ожидания с билетными кассами и камерой хранения.

## Пригородное сообщение
Через станцию проходят маршруты пригородных электропоездов:
- Симферополь — Севастополь (5 пар).

Пассажирские поезда дальнего следования на станции не останавливаются.

## Происшествие
18 мая 2023 года около 7:45 в районе села Чистенькое (перегон Чистенькая—Почтовая) сошли с рельсов семь вагонов с зерном, пять из них перевернулись; причина — срабатывание взрывного устройства, заложенного под железнодорожным полотном.